# Chirchiq (folyó)
Chirchiq (cirill betűkkel: Чирчиқ, orosz nyelven: Чирчик) Üzbegisztán folyója, a Szir-darja egyik jobboldali fő folyója.

## Leírása
155 km hosszúságú medencéje 14 900 négyzetkilométer. Fő jobb oldali mellékfolyója az Ugam.
A folyó a Chatqol és a Piskom összefolyásával keletkezik, amely a Chorvoq-tó tározóját képezi. A felső szakaszon mintegy 30 km-es kanyonon halad át és végül csatlakozik a Szir-darjához. A folyón több gát, vízerőmű is található, amelyek villamosenergia-termelésre, valamint öntözésre szolgálnak. Taskent összes fő csatornája, mint a Boʻzsuv, Anhor, Salor és Boʻrjar a Chirchiq vízéből táplálkozik.
A folyó Xoʻjakent, Gʻazalkent, Chirchiq, Taskent, Yangiyoʻl és Chinoz városok mentén, vagy azok közelében folyik.